# Черезето

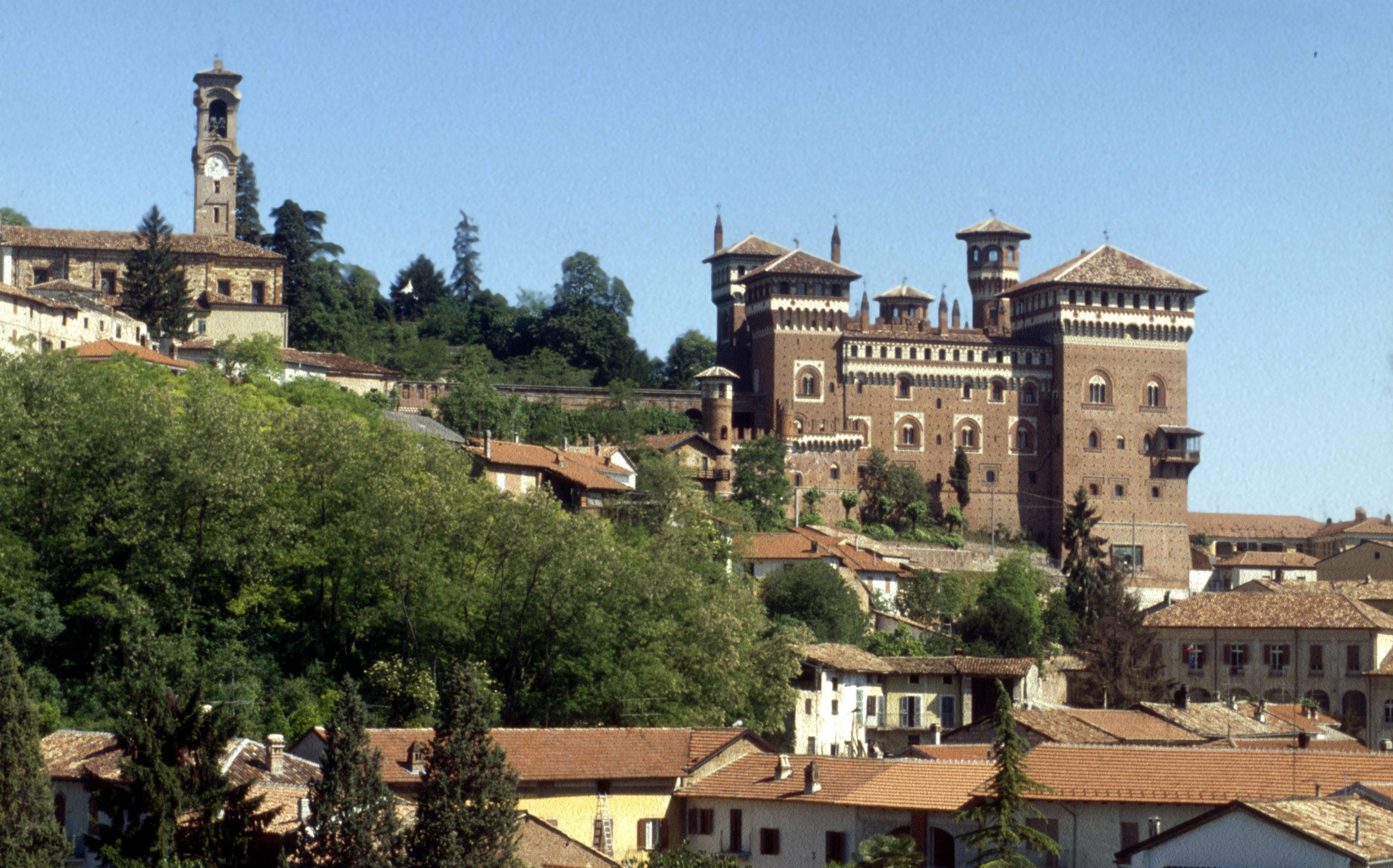
Черезето

Черезето (итал. Cereseto) — коммуна в Италии, располагается в регионе Пьемонт, в провинции Алессандрия.
Население составляет 411 человек (2018 г.), плотность населения составляет 46 чел./км². Занимает площадь 10 км². Почтовый индекс — 15020. Телефонный код — 0142.

## Демография
Динамика населения:

## Администрация коммуны
- Официальный сайт: